# 2013 GM137
2013 GM137, também escrito como 2013 GM137, é um objeto transnetuniano que está localizado no Cinturão de Kuiper, uma região do Sistema Solar. Este corpo celeste é classificado como um provável cubewano. Ele possui uma magnitude absoluta de 7,3 e tem um diâmetro estimado de 153 km.

## Descoberta
2013 GM137 foi descoberto no dia 4 de abril de 2013 pelo Outer Solar System Origins Survey.

## Órbita
A órbita de 2013 GM137 tem uma excentricidade de 0,074 e possui um semieixo maior de 44,320 UA. O seu periélio leva o mesmo a uma distância de 41,021 UA em relação ao Sol e seu afélio a 47,620 UA.